# Olaf el Desafortunat
Olaf Gudbrandsson, més conegut com el Desafortunat (en nòrdic antic: Ólafr úgjæva; en noruec: Olav Ugjæva; mort a Århus o Ålborg, Dinamarca, 1169). Va ser un pretendent al tron noruec durant el període de les Guerres Civils. Va ser proclamat rei per un grup de revoltats l'any 1166, però el 1168 es va veure obligat a exiliar-se a Dinamarca, on va morir.

## Biografia
Olaf era fill de Gudbrand Skavhoggsson i de Maria Øysteinsdotter, una filla del rei Øystein I. Va ser criat per Sigurd Agnhatt a la regió d'Oppland, a l'orient de Noruega. A la fi de la dècada de 1160, Noruega era governada pel jarl Erling Skakke durant la minoria d'edat del seu fill, el rei Magnus V. Al 1166, Sigurd Agnhatt i el seu fillastre Olaf van aconseguir reunir una força a Oppland, i Olaf va ser proclamat rei, aprofitant que Erling es trobava a Dinamarca.
Quan Erling va tornar a Noruega per combatre aquest aixecament, va ser atacat per Olaf i els seus homes en una emboscada a Sørum. Erling va ser ferit i va escapar amb dificultat. Segons les sagues, Olaf va ser desafortunat per no poder derrotar a Erling en aquesta ocasió, i per això va rebre l'àlies del desfortunat.
Al 1168, Olaf i els seus homes es van aventurar al sud del Fiord d'Oslo, però van ser derrotats a la batalla de Stanger, a Våler. Sigurd Agnhatt va ser mort en combat, i Olaf va aconseguir escapar i es va refugiar a Dinamarca. A l'any següent, va emmalaltir i va morir en aquest país. Les sagues discrepen si va morir a Århus o Ålborg.